# Брагинка
Брагинка (блр. Брагінка; укр. Брагінка) је река у Украјини и Белорусији која протиче преко територија Кијевске и Гомељске области. Лева је притока реке Припјат у коју се улива узводније од њеног ушћа у Дњепар.
Почиње свој ток на око 12 km југоисточно од града Хојники. Дужина тока је 179 km, а укупна површина басена 2.778 km².
У доњем делу тока залази у зону радиоактивног загађења насталог услед хаварије у Чернобиљској нуклеарки 1986. године због чега се врше редовне контроле степена радиоактивности воде у доњем делу тока.